# Yalwa
Yalwa es una empresa mundial que opera en 50 países y 4 idiomas.

## Historia
La empresa está operada por la compañía alemana, con sede en Wiesbaden, Alemania. Fue lanzado en junio de 2007 en los países angloparlantes. Fue lanzado en 16 países, en español, alemán, holandés y francés. En 2014, se expandió en 50 países de todo el mundo.
El CEO y fundador de la compañía Yalwa, anteriormente fundado y operado Opusforum.org, un sitio de anuncios clasificados para el mercado germanoparlante. Fue comprado por eBay en 2005 y fusionado con sitio Kijiji un año después.